# Hostal Terminus
L'Hostal Terminus és un edifici de Palma (Mallorca), construït l'any 1913 i dedicat a l'allotjament i restauració entre 1914 i 2019.
Ha estat un dels establiments més cèntrics i populars gràcies a la seva ubicació, a la Plaça d'Espanya de la ciutat. Junt amb el Grand Hotel (1903) un dels edificis més antics de Palma dedicats a l'hoteleria i restauració que es conserven i un dels més duradors, ja que va funcionar sense interrupció durant més d'un segle.

## Història

### Inauguració i primers anys
Construït el 1913 (així es llegeix a la façana principal) va ser inaugurat com hotel i restaurant el 23 de maig de 1914 amb el nom d'Hotel Ferrocarril per donar servei als viatgers del tren però també al turisme, llavors incipient, aprofitant el seu emplaçament privilegiat a la ciutat. Fou impulsat per Ferrocarrils de Mallorca, empresa ferroviària que bastia i gestionava la xarxa ferroviària de l'illa des de 1875. L'edifici fou concebut com part del complex d'insta·lacions dedicades al ferrocarril de la ciutat entre estacions, hangars, tallers, oficines, etc., avui substituïts en gran part pel Parc de les Estacions. De fet, el Terminus és un dels edificis supervivents del complex ferroviari inicial.
Quan fou inaugurat com hotel i restaurant gaudia de tots els avenços i comoditats del moment, sense ser un establiment de luxe. Gaudia de 20 habitacions amb aigua corrent, electricitat i bany propi; el restaurant gaudia de 80 places (ampliables per a 200 en sopars de grup); i a part, el local gaudia de sala de lectura i telèfon. El 1930 canvia el nom per Hotel Terminus per evitar la confusió amb l'establiment homònim de Sóller gestionat per la mateixa companyia. Des que fou inaugurat va ser arrendat a particulars perquè l'explotessin com a hotel, tot i que tal vegada la cafeteria esdevindria el punt més emblemàtic de l'edifici.
Inicialment fou molt freqüentat i seu de tota mena d'actes celebracions, especialment sopars (noses, batejos, comunions, sopars d'amics i empresa, etc.), a part de funcionar com a hotel. Durant la Guerra Civil va incorporar un refugi subterrani i el 31 d'agost de 1939 va inaugurar un cos annex a l'edifici original per ampliar el restaurant més una terrassa descoberta, davant la plaça d'Espanya, eliminada el 1975 al fer recular les voravies de la plaça.

### Decadència
Gradualment, la substitució del ferrocarril per cotxe privat va fer que l'ocupació hotelera anés minvant i, amb això, el manteniment de l'edifici, que sumat a l'augment de l'oferta hotelera va fer que quedés obsolet. El 1970 va canviar la categoria d'hotel per la d'hostal, denominació per la qual seria conegut fins al final.
Amb el tancament del ferrocarril el 1977 (es va mantenir la línia Palma-Inca per mercaderies, però no per a passatgers) el Terminus va continuar obert; això sí, amb un servei hoteler antiquat, mentre el restaurant es mantenia com un lloc popular. El 1994 l'Estat espanyol transfereix les competències sobre ferrocarrils al Govern de les Illes Balears, que constituí l'any següent Serveis Ferroviaris de Mallorca (SFM), qui gestionaria les instal·lacions i competències del transport ferroviari a Mallorca, entre les quals es trobava l'edifici. No obstant, no hi hagué canvis en el funcionament de l'hostal.
El 22 de març de 2007 fou declarat Bé Catalogat pel Consell de Mallorca, així com la resta d'edificis de les estacions que encara continuaven dempeus, i la construcció de l'Estació Intermodal (inaugurada aquell mateix any) no el va afectar. Això li va permetre mantenir inalterada la seva fesomia i estructura fins al final.

### Tancament i reforma
Malgrat la decadència continuaria obert fins al gener de 2019, quan va caducar la concessió dels darrers arrendataris. Des de llavors va romandre tancat mentre es decidia el seu futur (com a Bé Catalogat no podia ser enderrocat ni transformat substancialment). Mentrestant, l'associació ARCA Patrimoni es va encarregar de recuperar de l'interior aquells objectes de valor que quedaven en l'edifici per evitar el malbaratament, a més de destacar el valor patrimonial de l'edifici, llavors molt degradat.
El setembre de 2022 es va anunciar el projecte de rehabilitació de l'edifici amb l'objectiu de traslladar-hi les oficines centrals de SFM i transformar-lo en un centre social i cultural, abandonant el paper hoteler original però mantenint el restaurant i conservant els valors patrimonials de l'edifici. Amb tot, les obres no començarien fins a febrer de 2024.